# Stary cmentarz żydowski w Głogowie Małopolskim
Stary cmentarz żydowski w Głogowie Małopolskim – kirkut mieści się przy ul. Henryka Sienkiewicza. Założony został na początku XVIII wieku, chowano tu również zmarłych z miejscowości Wysoka Głogowska i  Wygoda. Cmentarz ma powierzchnię 0,03 ha, jest nieogrodzony, został całkowicie zdewastowany i nie ma na nim macew.
W okresie od sierpnia 2012 r. do lata 2013 r. na terenie cmentarza trwały prace restauracyjne podjęte przez Fundację Ochrony Dziedzictwa Żydowskiego we współpracy z potomkami głogowskich Żydów. Obecnie teren cmentarza jest zabezpieczony i ogrodzony oraz częściowo uporządkowany.